# SN 2009ea
SN 2009ea – supernowa odkryta 3 kwietnia 2009 roku w galaktyce A144702+0957. W momencie odkrycia miała maksymalną jasność 18,10m.